# شهرستان کبودرآهنگ
شهرستان کبودرآهنگ (کورنگ) به مرکزیت شهر کبودرآهنگ یکی از شهرستان‌های همدان ایران است.
شهرستان کبودراهنگ در شمال غربی استان همدان قرار داشته و از شمال با شهرستان خدابنده از غرب با شهرستان بیجار و قروه از جنوب با شهرستان‌های بهار و همدان و از شرق با شهرستان‌های رزن و فامنین همجوار است.

## جمعیت
بر اساس سرشماری سال ۱۳۹۵ جمعیتی بالغ بر ۱۴۳٬۸۷۸ نفر دارد که از این تعداد ۶۰٬۰۰۰ در نقاط شهری و مابقی در نقاط روستایی ساکن هستند. این شهرستان دارای مناطق گردشگری از جمله غار علیصدر می‌باشد

## مردم‌شناسی
زبان مردم شهرستان ترکی آذربایجانی است. دین مردم شهرستان مسلمان و مذهب شیعه است.

## مشخصات جغرافیایی
شهرستان کبودرآهنگ در محدودهٔ مختصات جغرافیایی ۳۵درجه و ۳ دقیقه تا ۳۵درجه و ۴دقیقه عرض شمالی و ۴۸درجه و ۴۵دقیقه تا ۴۸درجه و ۴۵دقیقه طول شرقی قرار گرفته است.

### تقسیمات کشوری
- بخش مرکزی
  - دهستان حاجی‌لو
  - دهستان راهب
  - دهستان سبزدشت
  - دهستان کوهین
  - دهستان سرداران
- بخش گل‌تپه
  - دهستان علی‌صدر
  - دهستان گل‌تپه
  - دهستان مهربان سفلی

نقاط شهری: گل‌تپه
- بخش شیرین‌سو
  - دهستان شیرین‌سو
  - دهستان مهربان علیا

نقاط شهری: شیرین‌سو

## جاذبه‌های گردشگری
- غار علی‌صدر یکی از جاذبه‌های جهانگردی کبودرآهنگ می‌باشد که در روستای علیصدر واقع شده است. زمین‌شناسان قدمت سنگ‌های این غار را به دورهٔ ژوراسیک از دوران دوم زمین‌شناسی (۱۹۰–۱۳۶ میلیون سال پیش) نسبت می‌دهند.
- قلعهٔ باشقورتاران مخروبه‌ای از یک حمام قدیمی روستای باشقورتاران که دارای ۳ گنبد و خزینه و سربینه بوده است.
- تالاب شیرین سو
- موزه خیابانی فسیل گاو دریایی شیرین سو
- روستای هدف گردشگری اکنلو
- مرکز تحقیقاتی پروفسور بالتازار اکنلو
- پل کوریجان که این پل با داشتن ۵ دهنه و ۳ دهلیز بزرگ و کوچک و بنای آن در عهد صفویان می‌باشد.
- حمام سنگی باشقورتاران دارای سه گنبد یک خزینه و از جنس سنگ ساروج بنا گردید۰
- قیزلار قالاسی که در روستای باشقورتاران بر روی کوهی کم‌ارتفاع بنا شده و ضخامت دیوارهای اصلی قلعه حدوداً یک متر و از جنس سنگ و ساروج است.
- امامزاده جعفر کوریجان در نزدیکی روستای کوریجان که زائران بسیاری را از روستاهای اطراف به خود جذب می‌کند •خواربار فروشی برادران قربانی کبودرآهنگ خیابان دستغیب پایین‌تر از کتابخانه الغدیر